# Triassic World
Triassic World (deutscher Langtitel Triassic World – Manche Dinge bleiben besser ausgestorben) ist ein US-amerikanischer Tierhorrorfilm von Dylan Vox aus dem Jahr 2018. Produziert wurde der Film von The Asylum für den Fernsehsender Syfy.

## Handlung
In Los Angeles züchtet das Unternehmen Triassic Corporation Organteile auf Grundlage genetischer Codes des längst ausgestorbenen Raubdinosauriers Gojirasaurus. Geschäftsführerin Dr. Marisa Martinelli hat in Steven Hagen einen potentiellen Investor gefunden und bietet diesem gemeinsam mit seiner Angestellten Bridget eine Führung durch das Unternehmen an. Dabei stimmt Hagen zu, als Investor in das Unternehmen einzusteigen, wenn die Forschungsziele darauf ausgerichtet werden, künstliche Unsterblichkeit zu schaffen.
Während der Führung bricht in den unterirdischen Katakomben einer der Raubdinosaurier aus und greift die Angestellten an. Sicherheitsmann Keegan Pope, der versucht den Dinosaurier zu beruhigen, schafft es nur noch, sich in einen Aufzug zu retten. Zu seinem Pech schafft es die Echse ebenfalls in den Aufzug, enthauptet Pope und befindet sich im Erdgeschoss, Auge in Auge mit Dr. Martinelli, ihrer Angestellten Diana und dem Investor, die gerade den Aufzug benutzen wollten. Der Dinosaurier attackiert Hagen an der Schulter, die Menschen können allerdings fliehen. Sie schaffen es, in den Schutzraum zu gelangen, wo die zwei Forscher Eva Nieves und Dr. Charles Ovidio sowie der Chef der Sicherheitsleute Thomas Adkins und sein Mitarbeiter Smith bereits Schutz suchen. Letzterer hat kurz vorher ebenfalls eine schwere Verwundung vom Dinosaurier davongetragen, während seine Kollegen Adam und Hyde getötet wurden.
Durch den Ausbruch des Dinosauriers wird Alarmstufe 4 ausgelöst, wodurch in einigen Minuten ein Gas in das Gebäude geleitet wird, das alles Leben tötet. Die Gruppe schafft es Kontakt zu Officer Lustig herzustellen, der aber scheinbar untätig bleibt. Die Bisswunde und ein daraus resultierendes Delir veranlasst Hagen dazu, unter Androhung Bridget zu ermorden, alle weiteren Überlebenden aus dem Schutzraum zu treiben. Die Gruppe trennt sich. Auch bei Smith beginnt der Fieberwahn einzusetzen, er wird allerdings von einem Dinosaurier getötet, bevor er der Gruppe ähnlich schadet wie Hagen. Eva und Charles sind gerade dabei die Flure zu sichern, als der Gojirasaurus über Eva herfällt und sie mit gezielten Bissen in den Bauch tötet. Der Tod seiner Freundin veranlasst Charles dazu, das Tier mit einer Bohrmaschine zu töten. Das Muttertier des Dinosauriers taucht kurz danach auf und rächt sich.
Diana findet bald heraus, dass Marisa menschliche Proteine in die Dinosaurier einpflanzen ließ, um ihnen ein ähnlich gutes Immunsystem wie dem Menschen zu geben. Allerdings wurden die Dinosaurier dadurch mit einem Virus infiziert, der durch dessen Blut oder Bissverletzungen auf Menschen übertragbar ist und Fieber auslöst. Marisa versucht nun Diana, die zu viel weiß, loszuwerden, tappt dabei allerdings in ihre eigene Falle und sieht sich einem Rudel Gojirasaurier konfrontiert, die über sie herfallen. Wieder im Schutzraum angelangt, wird klar, dass nur noch Diana, Bridget und Thomas am Leben sind: Hagen ist an seiner Bissverletzung verstorben. Um einen Weg nach draußen zu finden, beschließen Diana und Thomas nochmal loszugehen. Dabei erwacht Hagen als eine Art Zombie zu neuem Leben und versucht erneut Bridget zu töten. Diese schafft es allerdings ihren Widersacher auszuschalten.
Da das Gas nun ausbricht, versuchen die Drei den Haupteingang zu erreichen. Plötzlich taucht das Rudel der Gojirasaurier auf und fällt über die Menschen her. Lediglich Diana schafft es, Dank einer Maske, die sie vor dem Gas schützt, zu überleben. Die von Officer Lustig angeforderte Verstärkung kann nur noch die Leichen der anderen bergen.

## Hintergrund
Der Film ist ein Mockbuster auf Jurassic World: Das gefallene Königreich und erschien drei Tage vorher, am 19. Juni 2018, auf Syfy. 2021 wurde der Film mit Triassic Hunt fortgesetzt.
Der Filmtitel bezieht sich auf das Zeitalter des Trias. Die einzige Dinosaurierart, die im Film auftaucht, ist der Gojirasaurus, der in der Obertrias lebte. Im Gegensatz zu heutigen gültigen Lebendrekonstruktionen wird der Gojirasaurus viel stämmiger und mit sehr kurzen Armen und zwei Fingern dargestellt. Er wirkt daher eher wie ein Miniatur-Tyrannosaurus. Seinen Namen hat er von der fiktiven japanischen Monsterechse Godzilla, die in über 20 Filmen Zerstörung und Tod über die Menschheit brachte.

## Kritik
„Die Ambitionen der Billigfilm-Schmiede The Asylum beim Versuch, sich an den Blockbuster ‚Jurassic World: Das gefallene Königreich‘ anzuhängen, erschöpfen sich in wiederkehrenden Fluchtszenen und blutigen Details. Durch vergleichsweise passable Effekte vermag der Film immerhin Trashfans leidlich zu unterhalten.“

„Eine magere Handlung, verkrampfte Dialoge, billige Effekte und viel Kunstblut – ein Mockbuster wie aus dem Schrott-Horror-Bilderbuch. Zurück in den Käfig mit den Trash-Dinos!“

Auf Rotten Tomatoes hat der Film einen Anteil positiver Zuschauerwertungen von lediglich 25 % bei unter 50 Bewertungen. In der Internet Movie Database erreicht der Film 3,2 von 10 Sternen bei über knapp 500 Bewertungen. Dies macht ihn zu den besser bewerteten Filme von The Asylum.